# Daines Barrington
Daines Barrington (1727 - 14 mars 1800) est un homme de loi, antiquaire et naturaliste anglais.

## Biographie
Il est le quatrième fils de John Barrington (1er vicomte Barrington). Il étudie le droit, et après divers emplois mineurs, il est nommé juge pour le pays de Galles en 1757, puis second juge de Chester. Ses Observations on the Statutes, chiefly the more ancient, from Magna Charta to 21st James I. (1766) acquièrent une bonne réputation auprès des historiens et des antiquaires spécialisés dans la constitution. En 1773, il publie une édition de Orosius, avec la version saxonne d'Alfred et une traduction anglaise avec les notes originales. Ses Tracts on the Probability of reaching the North Pole (1775) (« traité sur la probabilité d'atteindre le pôle Nord »), dont les absurdités ont été jugées patentes, sont écrits à la suite du voyage de découverte septentrional entrepris par le capitaine Constantine John Phipps, fait par la suite Lord Mulgrave (1744 - 1792).
Les autres écrits de Barrington sont principalement des publications de la Royal Society et de cercles antiquaires, dont il est membre de longue date, et vice-président du cercle antiquaire. Il a réuni la plupart de ses écrits dans un volume in-quarto intitulé Miscellanies on various Subjects (1781). Il contribua aux échanges philosophiques pour 1780, notamment par un compte rendu de la visite de Mozart à Londres lorsque celui-ci avait huit ans. Dans ses Miscellanies, il inclut avec ce texte des comptes-rendus de quatre autres prodiges, nommément William Crotch, Charles Wesley, Samuel Wesley et Garret Wesley, premier comte Mornington. Parmi ces papiers les plus curieux et intéressants, on trouve ses 
Experiments and Observations on the Singing of Birds (« Expériences et observations sur le chant des oiseaux ») et son Essay on the Language of Birds (« Essai sur le langage des oiseaux »). Il est enterré à Temple Church, à Londres.
Sa correspondance avec Gilbert White a formé une partie de la base du livre de White « The Natural History and Antiquities of Selborne ».